# Mala Cikava
Mala Cikava este o localitate din comuna Novo mesto, Slovenia, cu o populație de 84 de locuitori.